# Constantin Sergueïev
Pour les articles homonymes, voir Sergueïev.
Constantin Mikhaïlovitch Sergueïev (en russe : Константин Михайлович Сергеев), né le 20 février 1910 (5 mars dans le calendrier grégorien) à Saint-Pétersbourg et mort le 1er avril 1992 à Saint-Pétersbourg (Russie), est un danseur, chorégraphe et maître de ballet russe, époux de la ballerine Natalia Doudinskaïa.
Il était Artiste du peuple de l'URSS (1957) et lauréat de quatre Prix Staline.

## Biographie
Enfant, il prend des cours à l'Institut chorégraphique d'État de Léningrad devenu plus tard Académie Vaganova, fondé par la célèbre ballerine et y est intégré complètement par la suite.
Il entre dans la troupe du Kirov, aujourd'hui Mariinsky, en 1930, où il travailla jusqu'en 1961. Le duo qu'il forma avec la grande Oulanova dans les années 1930 et 1940 a marqué l'histoire du ballet en Union soviétique et en Russie, notamment dans Roméo et Juliette de Serge Prokofiev qu'Oulanova et Sergueïev furent les premiers à danser, le 11 janvier 1940. Il avait une belle plastique et interprétait ses rôles avec une grande profondeur psychologique.
Sergueïev dansa avec sa première épouse Feya Balabina et puis avec sa seconde femme Natalia Doudinskaïa, après la guerre, et fut maître de ballet du Kirov de 1951 à 1955 et maître de ballet principal de 1960 à 1970.
Il créa des ballets soviétiques ou donna de nouvelles versions chorégraphiques à de grands ballets classiques, ainsi de La Belle au bois dormant de Tchaïkovski, Cendrillon de Prokofiev ou Raymonda de Glazounov, etc.
Il fut aussi l'auteur des scénarios de documentaires et de films sur le ballet ou l'histoire du ballet, dont certains épisodes furent commandés et montrés à la télévision soviétique, comme Les Maîtres du ballet russe (1953, Lenfilm) où on le voit danser Le Lac des cygnes. Ces films sont disponibles aujourd'hui en DVD.
Mort à Saint-Pétersbourg, Constantin Sergueïev est enterré dans la parcelle du Cimetière Volkovo surnommée la passerelle des écrivains.

## Filmographie

### Acteur
- 1953 : Les Maîtres du ballet russe où on le voit interpréter de grands rôles classiques.

### Réalisateur
- 1964 : La Belle au bois dormant (film-ballet) (ru) co-réalisé avec Apollinari Doudko[1]
- 1968 : Le Lac des cygnes (film-ballet, 1968) (ru) co-réalisé avec Apollinari Doudko
- 1986 : Carnaval, téléfilm d'après un sujet de Michel Fokine, dont il fut le chorégraphe et le metteur en scène.

## Distinctions
- Ordre de l'Insigne d'honneur : 1939
- prix Staline :
- 1946 : pour les activités artistiques des dernières années
- 1947 : pour la chorégraphie du ballet Cendrillon de Serge Prokofiev
- 1949 : pour la chorégraphie du ballet Raymonda d'Alexandre Glazounov
- 1951 : pour le rôle d'Ali-Batyr dans le ballet Shuralé de Färit Yarullin crée d'après le poème de Ğabdulla Tuqay
- Artiste du peuple de l'URSS : 1957
- Ordre de Lénine : 1970, 1980, 1988, 1991
- Ordre du Drapeau rouge du Travail : 1991
- Héros du travail socialiste : 1991

## Sources
- (ru) Cet article est partiellement ou en totalité issu de l’article de Wikipédia en russe intitulé « Сергеев, Константин Михайлович » (voir la liste des auteurs).